# Taphrinomycotina
Sous-division
Les Taphrinomycotina, également nommés archiascomycètes[réf. nécessaire], constituent une sous-division des Ascomycota.

## Taxinomie
De récentes études de phylogénie moléculaire suggèrent que ce groupe est monophylétique et se situe à la base de la division des Ascomycota,.
Il s'agit d'un groupe d'ascomycètes primitifs, constitué de quatre classes :
- Les Schizosaccharomycetes sont des levures qui se reproduisent par fission alors que la plupart des autres levures (essentiellement dans la sous-division des Saccharomycotina) se reproduisent par bourgeonnement.
- Les Pneumocystidomycetes sont des parasites de mammifères dont on ne connait qu'un seul genre : Pneumocystis.
- Les Neolectomycetes sont les seuls à former des structures reproductrices pluricellulaires. La classe ne comprend qu'un seul genre : Neolecta.
- Les Taphrinomycetes sont des parasites de plantes dimorphiques, ils présentent un stade levure non parasite et un stade filamenteux (hyphal) dans les plantes infectées.
- Les Archaeorhizomycetes vivent dans le sol à proximité des racines mais ne forment pas de mycorhizes.

Le genre Saitoella n'était rattaché à aucune de ces classes en 2007, en 2014 il est considéré comme pouvant être inclus dans les Taphrinomycetes,.